# دبیرستان سلطانی (شیراز)
دبیرستان سلطانی سازه‌ای مربوط به دوره قاجاریه است و در ابتدا توسط (خانم) سلطان حاجیه وقف و ساخته شده است. محل آن نرسیده به مسجد مشیر شیراز، کنار باربند مشیر بود. سپس در دوران پهلوی با زحمات مولایی مدیر وقت و علی‌محمد کامرانی معاول اول با جمع‌آوری شهریه‌های آن زمان (مبلغ ۶۸۰ ریال شهریه که مبلغ ۸۰ ریال برای اداره ارسال و مابقی هزینه دبیرستان) تأمین می‌گردید. شایان ذکر است هرکس نداشت پرداختی صورت نمی‌گرفته. زمین جدیدی واقع در خیابان ذوالانوار مشیر غربی هفت شیراز خریداری و دبیرستانی در دو طبقه بسیار بزرگ برای کلاسهای ۷ تا ۱۲ دبیرستان نظام قدیم دوره پهلوی در سه رشته ریاضی - تجربی - انسانی و محوطه بسیار بزرگ دارای ۲ زمین والیبال ۱ زمین بسکتبال و یک زمین پرش و یک دستگاه ژیمناستیک و یک فضای بزرگ درختکاری شده کارگاه عکاسی - گریم - الکترونیک - آهنگری - بازیگری و … ساخته شد.
متأسفانه پس از انقلاب ۱۳۵۷ ه‍.ش ایران بدون در نظر گرفتن واقف اولیه نام آن به دبیرستان ملاصدرا تغییر یافت.

## تاریخچه
در یک محله قدیمی شیراز به نام سنگ سیاه، مجموعه بناهای تاریخی با عنوان مشیر وجود دارد که در میان اغلب گردشگران تنها مسجد مشیر شناخته شده است که آن هم در ساعات غیر نماز بسته است!
در دوره قاجاریه خاندان‌های بزرگی در شیراز اقامت داشتند که هر یک از طرف حکومت وقت در منطقه‌ای مستقر و به امورات آن منطقه را رسیدگی می‌کردند. یکی از این خاندان‌ها خاندان مشیر بود که علاوه بر بناهای تاریخی به یادگار مانده امروز یکی دو خیابان نیز به نام این خاندان می‌باشد.
خاندان مشیر در محله سنگ سیاه مستقر بودند و در این محله ابوالحسن خان مشیر مجموعه‌ای می‌سازد. مسجد مشیر معروف‌ترین آنها است که از خاندان مشیر در شیراز به یادگار مانده است.
از این مجموعه می‌توان از سقاخانه و حسینیه یاد کرد ساعت معروف این بناها همچنان موجود است. از سقاخانه با آن نقاشی قهوه‌خانه‌ای معروف امروزه یک بنای بی‌رونق برجای مانده که کاشی‌های آن در طول زمان به سرقت رفته است. حسینیه مشیر نیز این روزها به مخروبه تبدیل شده است. پس مرگ ابوالحسن‌خان مشیر املاکش میان فرزندانش تقسیم می‌شود که حسینیه به یکی از فرزندانش به نام سلطان حاجیه می‌رسد که با پسر میرزا هادی از خاندان معدل ازدواج کرده بوده است. سلطان حاجیه ارثیه پدری را وقف می‌کند و به حمت کرامت‌الله مشیری با تأمین بودجه از موقوفات سلطان حاجیه در سال ۱۳۰۶ خورشیدی کاربری ساختمان تغییر و دبیرستانی با نام سلطانی متولد می‌گردد.

## سرانجام ساختمان قدیمی
ساختمان قدیمی به شکل تقریباً مخروبه در اختیار سازمان میراث فرهنگی بوده و نگهداری و مرمت آن به عهده این سازمان است که تاکنون ۱۴۰۰ خورشیدی اقدامی صورت نگرفته است.

## سرانجام ساختمان جدید
در ۱۳۹۱ ه‍.ش بنای دوم این دبیرستان واقع خیابان ذوالانوار کوچه هفت مشیر غربی تخریب و بنای جدید با جداسازی حیاط بسیار بزرگ ساخته شد.
رئیس میراث فرهنگی و گردشگری شیراز اعلام کرد از آموزش و پرورش درخواست کردیم ساختمان قدیمی سلطانی شیراز را به موزه دانش آموزی تبدیل کنند. 